# 通加斯国家森林

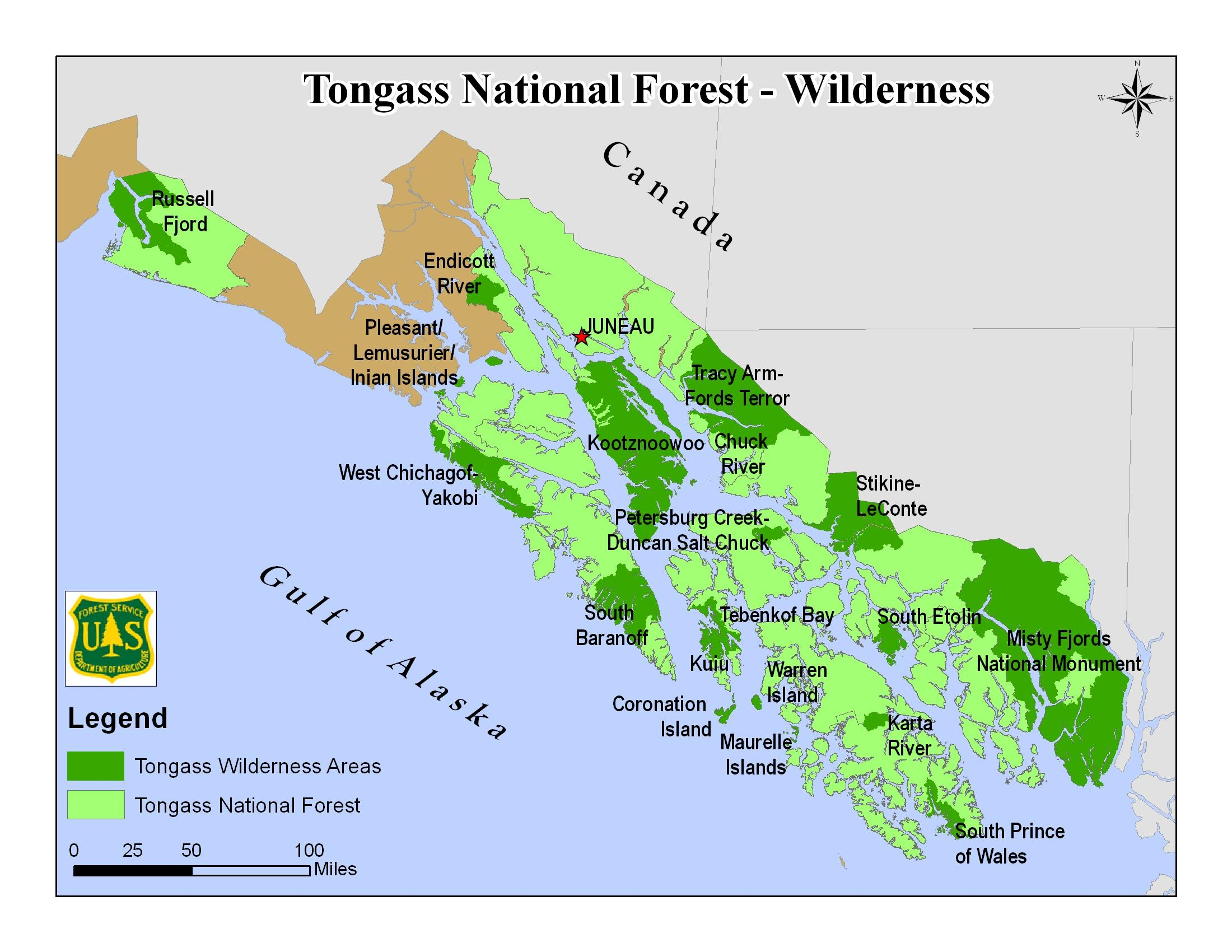
通加斯国家森林地圖

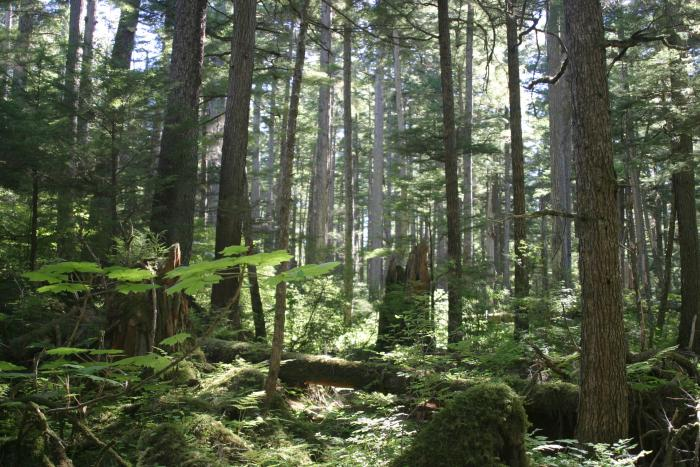
通加斯国家森林

通加斯国家森林位于阿拉斯加狹地，是全美国最大的国家森林。林地面积17 × 106英畝（69,000平方），其中大部分是世界自然基金会生态区的溫帶雨林，因远离人烟而养育了诸多濒危植被。通加斯国家森林由美国国家森林局管控，内有亚历山大群岛、峡湾、冰川以及海岸山脈的山峰，美加边界沿着边界山脉之巅绵延。森林的行政中心位于克奇坎。此外，在克雷格、霍纳、朱諾、克奇坎彼得斯堡、锡特卡、索恩湾、兰格尔、亞庫塔特也设有本地巡逻办公室。